# Мусіївка (селище)
Мусіївка — селище в Україні, у Криворізькому районі Дніпропетровської області.
Орган місцевого самоврядування — Данилівська сільська рада. Населення — 250 мешканців.

## Географія
Селище Мусіївка знаходиться за 3 км від Карачунівського водосховища, примикає до села Зелений Гай. Поруч проходять автомобільна дорога Н11 і залізниця, станція Мусіївка.

## Історія
Станом на 1886 рік у селі, центрі Мусіївської волості Олександрійського повіту Херсонської губернії, мешкало 232 особи, налічувалось 33 дворових господарства, існували православна церква та залізнична станція.

## Населення

### Мова
Розподіл населення за рідною мовою за даними перепису 2001 року:
| Мова       | Кількість | Відсоток |
| ---------- | --------- | -------- |
| українська | 230       | 92.0%    |
| російська  | 17        | 6.8%     |
| білоруська | 1         | 0.4%     |
| болгарська | 1         | 0.4%     |
| румунська  | 1         | 0.4%     |
| Усього     | 250       | 100%     |